# Heriades capicola
Heriades capicola là một loài Hymenoptera trong họ Megachilidae. Loài này được Strand mô tả khoa học năm 1912.